# Nikolaj Rejngoldovič Šmidt
Nikolaj Rejngoldovič Šmidt (rusky Николай Рейнгольдович Шмидт; 31. října 1906 Kyjev – 26. srpna 1942 Taškent) byl sovětský radioinženýr a radioamatér. Jako první zachytil rádiové vysílání trosečníků vzducholodi Italia (3. června 1928) a pomohl tak jejich záchraně.

## Životopis
V roce 1920 se během studií na škole ve Vladivostoku začal zajímat o radiotechniku a ve 14 letech sestavil svůj první jiskrový vysílač. Pokusy s rádiovým vysílačem vzbudily u představitelů japonských okupačních sil podezření ze špionáže: vysílač byl zabaven a Nikolaj Šmidt načas zanechal radiotechnických experimentů.
V roce 1924 v Nižním Novgorodu pokračoval v práci na návrzích vysílacích a přijímacích rádiových zařízení. Od roku 1925 pracoval jako promítač – nejprve ve vsi Zavetluže, poté ve vsi Vochma v Severodvinské gubernii. Od roku 1924 do roku 1928 „navrhl mnoho různých přijímačů, hlavně s elektronkami s dvojitou mřížkou s nízkým anodovým napětím“.
Ve vesnici Vochma zachyytil 3. června 1928 jako první na světě nouzový signál posádky vzducholodi Italia, která havarovala v Arktidě. Tehdy použil podomácku sestavený krátkovlnný jednolampový přijímač. 
Jako účastník záchrany Italů dostal zlaté hodinky s osobním věnováním, pamětní odznak Ústřední rady Osoavichim a diplom Společnosti přátel rozhlasu.
Pracoval na ministerstvu spojů SSSR (Наркомсвязь), ve vědecko-výzkumném zařízení ministerstva spojů Uzbecké SSR, v uzbeckém oddělení spojů.
V prosinci 1941 bylo u něj doma nalezeno vysílací vybavení (za války zakázáno) a rovněž některé utajované dokumenty ministerstva spojů. Kromě toho mu byla kladena za vinu kritická prohlášení k personální politice vlády. Byl obviněn z protisovětské agitace a špionáže. Zvláštní výbor při NKVD SSSR (Особое совещание при НКВД СССР) jej 1. srpna 1942 odsoudil k smrti za protisovětskou agitaci (trestní řízení vedené kvůli obvinění ze špionáže bylo pro nedostatek důkazů zastaveno). Popraven zastřelením byl 26. srpna 1942. V roce 1984 pak byl rehabilitován.

## Odkaz v kultuře
V koprodukčním italsko-sovětském filmu Červený stan z roku 1969 postavu Šmidta ztvárnil Nikolaj Ivanov. V době uvedení filmu do sovětských kin Šmidt ještě nebyl rehabilitován.